# Caras y más caras
Caras y más caras fue un programa radial uruguayo emitido desde el año 1993 hasta el 2006  en el horario de la noche por Océano FM (Uruguay). Era conducido por el periodista Gustavo Rey.

## Historia
El programa fue muy popular, ya que la propuesta era novedosa para la época. Los juegos y la comunicación con la audiencia que podía llamar por teléfono eran un distintivo del programa. Se caracterizaba también por sus diferentes espacios como por ejemplo "Locas pasiones" en donde la gente contaba sus historias de amor o "Más allá de la medianoche", con historias de terror.
Asimismo el programa tenía invitados panelistas que hablaban de su tema de expertisia. Se destacaba el profesor Alberto Roca hablando de esoterismo y espiritualidad.
Algunos espacios destacados del programa fueron Locas pasiones, Más allá de la medianoche y la columna del profesor Alberto Roca.
El programa terminó porque el conductor tuvo que hacer un cambio de horario y el programa se dejó de emitir en el horario de la noche.